# A Ceremony of Carols
A Ceremony of Carols è una composizione musicale di Benjamin Britten, per coro di voci bianche ed arpa, Op. 28, composta fra il marzo e l'agosto 1942, durante la traversata dell'oceano Atlantico che stava riportando Britten e Peter Pears in Inghilterra dopo i tre anni trascorsi negli Stati Uniti d'America.
Quest'opera comprende una serie di canti popolari di carattere religioso (carols), di anonimi autori medioevali e in inglese antico, accompagnati da testi di altri autori, fra i quali Robert Southwell e William Cornysh. Queste otto carole, ai quali si aggiunge un raffinato intermezzo strumentale per arpa sola, sono incorniciati da un canto eseguito all'inizio (Procession) e alla fine (Recession), all'unisono, basato sull'antifona gregoriana Hodie Christus natus est.
L'opera è stata eseguita per la prima volta nel Castello di Norwich il 5 dicembre 1942 dal Fleet Street Choir diretto da T. B. Lawrence, con Gwendolen Mason all'arpa. Rivista fra il 1943 e il 1945, la Ceremony of Carols nella sua seconda versione ha ricevuto la prima esecuzione nella Wigmore Hall di Londra nell'aprile 1945 dal Morriston Boys' Choir e l'arpista Maria Korchinska diretti dal compositore.